# Buford (Georgie)
Buford je město v Gwinnett County a v Hall County v Georgii ve Spojených státech amerických. V roce 2011 žilo ve městě 12277 obyvatel.

## Demografie
Podle sčítání lidí v roce 2010 žilo ve městě 12225 obyvatel, a 4016 domácností. V roce 2011 žilo ve městě 5998 mužů (48,9%), a 6279 žen (51,1%). Průměrný věk obyvatele je 35 let.